# Гнатишак Анатолій Іванович

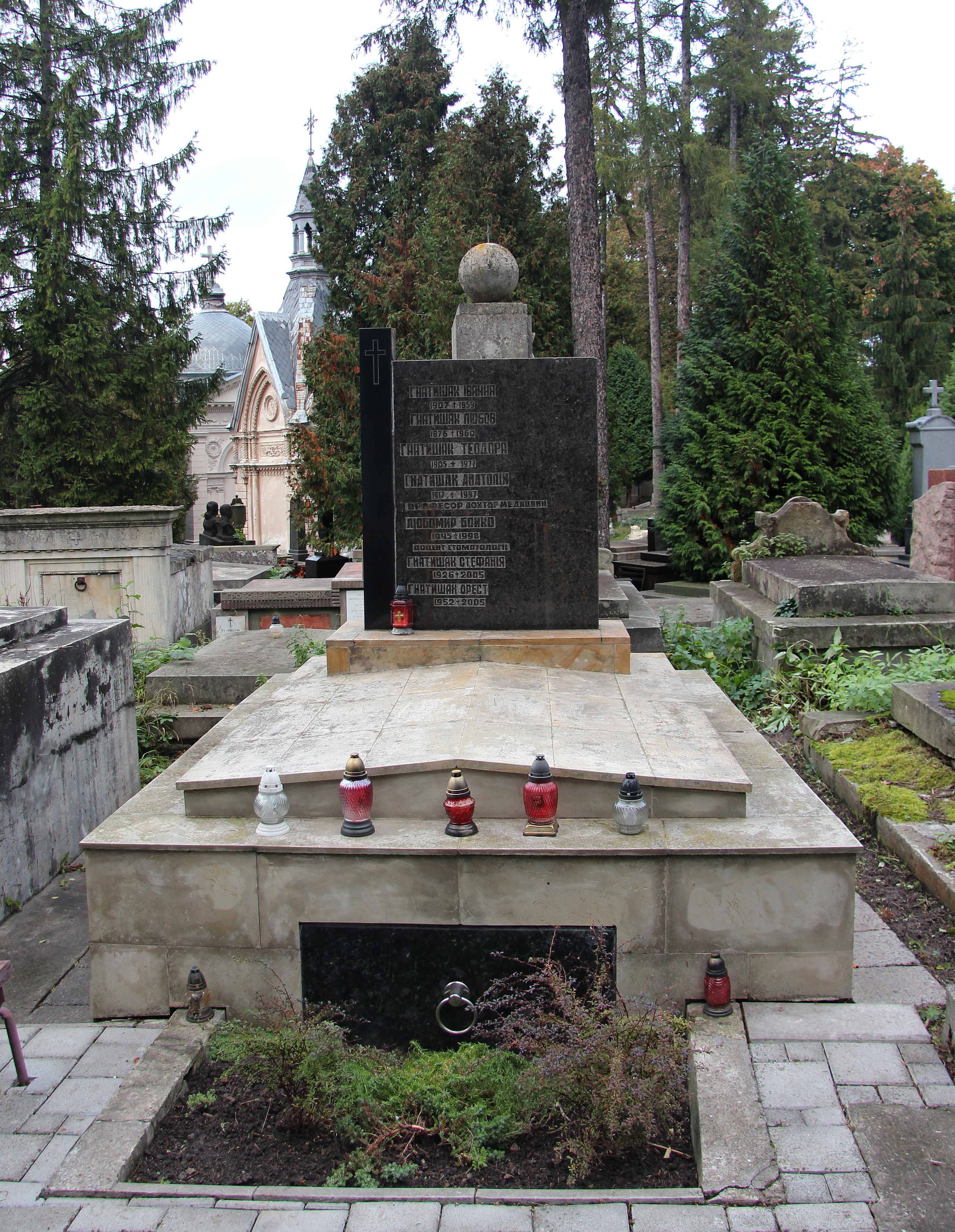

Гнатишак Анатолій Іванович (20 лютого 1917, с. Бахів, Перемишльського воєводства, Польща — 29 квітня 1997, Львів) — український педагог, професор медицини, громадський діяч, походив з відомої лемківської родини з Криниці.

## Життєпис
Народився у сім'ї священика. У 1935 році. закінчив Перемиську гімназію і вступив до медичного факультету Львівського університету (закінчив 1941). Працював ординатором хірургічного відділення Львівської залізничної лікарні (1941—1943). У 1944 році переїхав до Німеччини, працював у лікарні в Ольбернгау (1943—1945).
У жовтні 1945 року повернувся до Львова, був ординатором у клініці дитячої хірургії. Від 1946 року — асистент кафедри загальної хірургії.
1950 року захистив кандидатську дисертацію на тему «Рак і туберкульоз», де розглянув взаємозв'язок між раком і туберкульозом. У 1959 — докторську дисертацію «Рак щитовидної залози». Кандидат медичних наук (1950), доцент (1958), доктор медичних наук (1958), професор (1961).
Від 1960 року — професор і завідувач кафедри загальної хірургії. У 1966 році організував (першу в СРСР) кафедру онкології, якою завідував до 1980 року. Був науковим консультантом кафедри, консультантом обласного діагностичного центру.
Нагороджений золотою медаллю імені М. Вавилова.
Похований у родинному гробівці на полі № 3 Личаківського цвинтаря.

## Діяльність
Опублікував понад 150 наукових робіт (серед них 7 монографій, підручників, посібників, практикумів). Підготував 28 кандидатів і 10 докторів медичних наук, виконав понад 6 тисяч операцій. Засновник кафедри онкології та співзасновник (з проф. Г. Ковтуновичем) Львівської онкологічної школи (Б. Т. Білинський, Ю. М. Стернюк, В. Р. Савран).
Протягом 20 років був заступником голови Республіканського товариства онкологів (зараз Українське науково-медичне товариство онкологів), учасник і організатор кількох з'їздів онкологів.
Був активним працівником на культурній ниві лемків. Брав участь у роботі крайового товариства «Лемківщина» та Фундації дослідження Лемківщини у Львові.

## Основні праці
- Рак и туберкулез (канд. дис.). Львів, 1950;
- Рак щитовидной железы (докт. дис.). Львів, 1959;
- Рак щитовидной железы (монографія). Київ, Здоров'я,1962;
- Острый панкреатит (монографія). Москва, Медицина, 1972 (співавт.);
- Учебное пособие по общей клинической онкологии. Москва, Медицина, 1975;
- Практикум по клинической онкологии. Львів, Вища школа, 1980 (співавт.);
- Общая клиническая онкология (підручник). Львів, Вища школа, 1988 (співавт.);
- Онкологія (підручник). Львів, Вища школа, 1992 (співавт.)[4]